# Гори Нереїд
Го́ри Нереї́д (лат. Nereidum Montes) — це гірський хребет на планеті Марс. Він простягається на 3677 км, на північний схід від Argyre Planitia.
За координатами 45,1° пд. ш., 55,0° зх. д., на хребті Nereidum Montes розташований кратер, подібний до кратера Ґалле тим, що його рельєф також нагадує смайлик. Однак сам кратер є значно меншим за кратер Ґалле.

## Яри
Яри є досить поширеними в деяких широтах планети Марс. Зазвичай яри утворюються на стінках кратерів чи розломів, однак гори Нереїд теж мають яри в окремих місцях (див. знімок нижче). Яри зустрічаються на стрімких схилах, особливо схилах кратерів. Вважається, що вони є порівняно молодими утвореннями, оскільки самі по собі мають дуже мало кратерів, а то й зовсім їх не мають, а також вони утворюються на вершинах піщаних дюн, які вже самі є молодими формуваннями. Зазвичай кожен яр має альков, канал та конус виносу. І хоча було висловлено чимало ідей щодо механізму утворення ярів, найпопулярнішими залишаються ті, що передбачають участь рідкої води — зокрема води, що виходить із водоносного горизонту, або тієї, що залишилася після льодовиків.
| |
| Яри на масиві у Nereidum Montes, знімок виконано камерою CTX космічного апарата Mars Reconnaissance Orbiter. |

| |
| Поверхня у квадранглі Argyre, знімок HiRISE, в рамках програми HiWish. Поверхня, зображена на знімку, розташована в межах Nereidum Montes. Це — немозаїчне зображення поверхні, виконане з єдиного знімка HiRISE. Лінія масштабу дорівнює 500 метрів. |

| |
| Знімок, виконаний камерою CTX, що демонструє контекст для наступного знімка. На цьому зображенні можна розгледіти групу каналів. Зображена поверхня розташована в Nereidum Montes. |

|                                                                 |
| Яри у Nereidum Montes, знімок HiRISE, в рамках програми HiWish. |

## Галерея
| |
| Відслонення шарів у Nereidum Montes, знімок HiRISE в рамках програми HiWish. Шари, забарвлені у світлий колір, можуть містити сульфати, особливістю яких є добре збереження слідів древнього життя. |

| |
| Знімок поверхні у квадранглі Argyre зблизька, виконаний камерою HiRISE, в рамках програми HiWish. Територія, зображена на знімку, розташована в районі Nereidum Montes. |